# Tagmadert
 (janvier 2018).

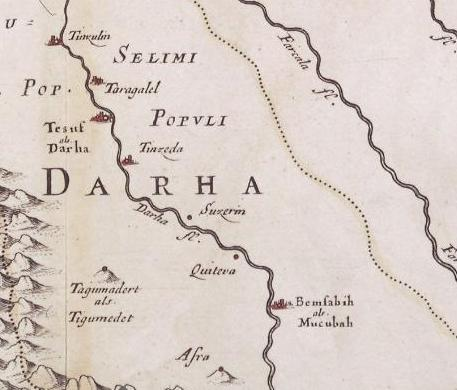
Nicolas Sanson (1600-1667). Estats et royaumes de Fez et Maroc, Dahra et Segelmesse tirés de Sanuto, de Marmol.

Tagmadert (ou Tagumadert) est une ancienne ville de la vallée du Draa, au Maroc. C'est le lieu d'origine des membres de la dynastie saadienne. Malgré le fait que Tagmadert soit indiqué sur la plupart des cartes européennes plus anciennes, il existe une certaine incertitude quant à sa localisation exacte. Selon Charles de Foucauld, son emplacement était identique à celui de Fezouata, le district situé directement au nord de la Ktawa, y compris le village de Tamegroute. Il y a une description de Tagmadert par le voyageur du Marmol. Le nom semble avoir fait référence à la fois à un district et à une ville.
La ville Tagmadert a été fondée en 1550 par Mohammed ech-Cheikh. Elle fut probablement détruite sous le règne de Moulay Slimane (1792-1822), peut-être comme Sijilmassa en 1818 par les tribus Berbères des Aït Atta. Le village actuel d'Amezrou a peut-être été construit sur ses ruines. Un canal d'irrigation appelé Tagmadert existe encore aujourd'hui à cet endroit. Malheureusement, il n'existe pas de documents archéologiques ou de sources en langue arabe ou berbère permettant de tirer des conclusions sans équivoque sur sa localisation.
Les Saadiens étaient des chérifs de Tagmadert. Le premier sultan de cette dynastie, Mohammed ech-Cheikh, s'appelait « al Drawi at-Tagmaderti ». Certains membres de la dynastie Saadi ont fièrement inscrit Tagmadert comme leur lieu de naissance sur leur pierre tombale.